# De zilveren sleutel
De zilveren sleutel is het elfde verhaal uit de reeks Dag en Heidi.  Het verhaal verscheen periodiek in Zonnestraal vanaf 16 maart 1973. Het werd in 2007 in albumvorm uitgegeven door Brabant Strip als nummer 44 in de Collectie Fenix.

## Personages
- Dag
- Heidi
- kapitein Sven
- Wolfe
- Ernst Wulms
- Dina
- Ludwig van Helderlicht
- Wreedhart
- stamvader van Helderlicht
- sterrenwichelaar
- Mark

## Verhaal
Kapitein Sven neemt zijn pleegkinderen Dag en Heidi mee bij een bezoek aan een vriend van hem, Ernst Wulms. Ernst heeft het kasteel van Helderlicht gekocht, een dadellijke familie waar hij een boek over wil schrijven. Omdat het niet zo ver ligt van het geboortedorp van Dag en Heidi willen de kinderen van de gelegenheid gebruik maken om later een oude vriend van hun overleden vader, Mark, te gaan bezoeken. Samen met Wolfe, de zoon van Ernst, beleven Dag en Heidi een avontuur waarbij ze de geheimen van het kasteel van Helderlicht zullen ontrafelen alsook de vindplaats van een familieschat zullen ontdekken.
Zo blijkt de geest van de voorlaatste kasteelheer Ludwig 's nachts rond te waren. Als dit gebeurt verdwijnt zijn portretschilderij en wordt een holte in de muur zichtbaar die de kinderen ontdekken. ZE gaan door deze opening en komen in een gang terecht. Deze leidt hen naar een bibliotheek waar ze de geest van Ludwig ontmoeten. Ludwig neemt de kinderen mee naar zijn domein in het verleden. De stamvader van Helderlicht is niet echt opgezet met de komst van de kinderen. De sterrenwichelaar is zelfs ronduit vijandig en denkt dat de kinderen uit zijn op de schat van de Helderlichts. Ondanks dat de kinderen vertellen dat ze niets af weten van een schat en Ludwig hen in bescherming wil nemen, worden ze opgesloten in de kerker.
De volgende dag beslissen gemaskerde rechters over het lot van de kinderen. Ze zullen in een toestel moeten plaatsnemen en met behulp van een reuzenkijker (een soort sterrenkijker) van de sterrenwichelaar naar de aarde worden geschoten. Dag en Heidi zijn verrast om Mark te ontmoeten die het eerst naar de aarde wordt geschoten. Als de kinderen aan de beurt zijn, komt Ludwig echter tussenbeide en gaat de strijd aan met de stamvader en enkele ridders. De strijd is te ongelijk en Ludwig dreigt het onderspit te gaan delven, maar hij krijgt hulp uit onverwachte hoek. Zijn vroegere rivaal Wreedhart wil zijn fouten goed maken en helpt hem in de strijd. Ze brengen de kinderen op een veilige manier weer naar hun eigen tijdperk. Ook Mark blijkt ongehavend weer op de aarde zijn beland.
De kinderen brengen Mark de volgende dag een bezoek, maar die blijkt zich niets te herinneren van een trip naar een luchtkasteel. De kinderen zijn nochtans overtuigd dat ze het hele gebeuren niet hebben gedroomd. Uiteindelijk vinden ze in een geheime torenkamer een zilveren sleutel. Het is die sleutel die past op de deur waarachter de schat zich bevindt. Deze deur werd reeds eerder ontdekt achter een wandtapijt in de bibliotheek door Ernst. De schat is een zak vol diamanten. Deze gaat naar de laatste afstammeling van het geslacht van de Helderlichts. De kinderen hebben ook alle nodige informatie vergaard aan de dankbare Ernst die nu zijn boek kan vervolledigen.